# Grenouille des marais
Lithobates palustris
Espèce
Synonymes
- Rana palustris LeConte, 1825
- Rana pardalis Harlan, 1826
- Rana palustris mansuetii Hardy, 1964

Statut de conservation UICN

 LC  : Préoccupation mineure
La Grenouille des marais, Lithobates palustris, est une espèce d'amphibiens de la famille des Ranidae.

## Répartition

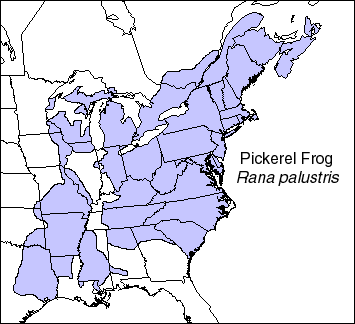
Répartition

La grenouille des marais se rencontre dans l'est de l'Amérique du Nord, :
- dans le sud-est du Canada ;
- dans l'est des États-Unis.

## Publication originale
- LeConte, 1825 : Remarks on the American species of the GENERA HYLA and RANA. Annals of the Lyceum of Natural History of New-York, vol. 1, p. 278–282  (texte intégral).